# Transport i Mexico City
Transport i Mexico City organiseras av ett flertal offentliga företag vilka är underställda stadens lokala regering, där det övergripande ansvaret ligger. 

## Offentliga transportslag
- Mexico Citys tunnelbana, stadens tunnelbana, drivs av ett offentligt företag.
- Xochimilco snabbspårväg och trådbussarna, drivs av Servicio de Transportes Eléctricos del Distrito Federal, ett offentligt företag.
- Mexico Citys bussnät, drivs av Red de Transporte de Pasajeros, ett offentligt företag.
- Mexico City Metrobús
- Peseros, drivs av flera privata företag.
- Taxi
- Tren Suburbano

## Flygplatser
Mexico City betjänas av Benito Juárez internationella flygplats (IATA-kod: MEX).